# Alberto Brizola
Alberto Ely Brizola da Silva (Triunfo, 30 de abril), é um radialista, poeta, compositor e político brasileiro, filiado atualmente ao União Brasil (União).
Começou sua carreira aos 13 anos de idade na rádio A Voz do Oeste, em Cuiabá. No Rio de Janeiro fez sua estréia na extinta Rádio Mundial. Na Rádio Globo apresentou o jornal O Globo no Ar. Entre as emissoras de rádio por onde passou estão Rádio Globo, Rádio Manchete, 98 FM, 93 FM, Rádio Roquette-Pinto, Rádio Continental e Rádio Sucesso, entre outras. Alberto Brizola foi o primeiro a fazer tradução de música em rádio, o primeiro a criar um debate e a apresentar um programa romântico em rádio FM. Morou por vários anos no bairro da Ilha do Governador.
Na televisão apresentou o programa Caravana do Amor na Rede Bandeirantes, além de ter sido jurado do programa Cassino do Chacrinha na Rede Globo.
Formou-se em relações internacionais na Faculdade da Cidade, no Rio de Janeiro, em 2004.
Escreveu os livros Memórias de um Esquecido e Parábolas da Vida.
Como deputado estadual pelo Rio de Janeiro por quatro legislaturas (1987-1991, 1991-1995, 1999-2003 e 2003-2007), presidiu a Comissão de Direitos Humanos, liderou o movimento dos pais de vítimas de violência e foi membro honorário do grupo Tortura Nunca Mais. Dirigiu a rádio 93 FM ( Rádio El Shadai) no Rio de Janeiro. A mesma se encontrava em vigésimo lugar no Ibope e a entregou em terceiro lugar. Em 2007, Foi diretor artístico da Rádio Continental AM 1520 KHz e logo após ocupou o mesmo cargo na Rádio Família Fm 104,5 Mhz no Rio de Janeiro.
Atualmente trabalha apresentando o Programa Love Times no Rio de Janeiro, de Segunda a Sábado de 22 h à meia noite, em rede nas rádios Litoral Fm 94,5 de Cabo Frio, Terê Fm 93,7 em Teresópolis, Rádio Energia FM 104.9 de Rio das Ostras e na Rádio Mundial Rio 860 na web.
Segundo ele, em entrevista ao canal "Olha quem está falando" do também locutor José Milson Fabiano, o programa é a união da melhores músicas que tem sentimento de todos os tempos e foge a temática do antigo "Good Times" ao qual ele mesmo apresentou nos anos 80.  Na mesma entrevista, Brizola fez uma passagem sobre sua vida no rádio e toda sua experiência no segmento de comunicação.